# Маріо Жоакін Азеведу
Маріо Жоакін Азеведу (порт. Mario Joaquim Azevedo) — американський письменник, історик, професор і епідеміолог мозамбіцького походження.
Під час війни за незалежність Мозамбіку від Португалії Азеведу приїхав до Сполучених Штатів, де отримав статус біженця. В США він здобув ступень бакалавра мистецтв (B.A.) в Американському Католицькому університеті, майстра мистецтв (M.A.) в Університеті Дьюка, доктора філософії (Ph.D.) а Американському університеті, а також майстра охорони здоров'я (M.P.H) в Університеті Північної Кароліни в Чепл-Хілл. В 1980 році він отримав посаду ад'юнкт-професора в Університеті Джексона; в 1986 перейшов до Університету Північної Кароліни в Шарлотт, де очолив кафедру афро-американських і африканських досліджень.
З 1987 по 1989 роки Азеведу був координатором південно-східних регіональних семінарів з африканських досліджень.

## Праці
- «Повернення мисливця» (The Returning Hunter), 1978[7]
- «Африка та її народ: міждисциплінарний огляд континенту» (Africa and Its People: An Interdisciplinary Survey of the Continent) (редактор), 1982[7]
- «Камерун і його національний характер» (Cameroon and Its National Character) (редактор), 1984[7]
- «Камерун і Чад в історичній та сучасній перспективі» (Cameroon and Chad in Historical and Contemporary Perspectives) (редактор), 1989[7]
- «Історичний словник Мозамбіку» (Historical Dictionary of Mozambique), 1991[7]
- «Кенія: земля, народ та держава» (Kenya: The Land, the People, and the Nation) (редактор), 1993[7]
- «Африканські дослідження: огляд Африки та африканської діаспори» (Africana Studies: A Survey of Africa and the African Diaspora) (редактор), 1993[7]
- «Чад: нація в пошуках майбутнього» (Chad: A Nation in Search of Its Future) (у співавторстві з Еммануелем У. Ннадозі), 1997[7]
- «Коріння насилля: історія війни у Чаді» (Roots of Violence: History of War in Chad), 1998[7]
- «Трагедія і тріумф: мозамбіцькі біженці у Південній Африці, 1977—2001» (Tragedy and Triumph: Mozambique Refugees in Southern Africa, 1977—2001), 2002